# 청춘선율
청춘선율은 2010년 방송되었던 중국의 CCTV 드라마이다. 한국인 유학생(김희철)과 중국 재벌 2세(조미)의 티격태격 키워가는 사랑 이야기를 다루고 있다.

## 출연 배우
- 김희철 - 신태일 역
- 조미 - 가오다 역
- 시아 (詩雅) - 전혜 역
- 고거기 (Leo Ku) - 왕우항 역
- 장멍제 - 복효당 역
- 양양 - 영호 역
- 황성이 - 톈톈 역
- 마소 (馬蘇) - 동천천 역